# Tyrann Mathieu
Tyrann Mathieu (New Orleans, Luisiana, Estados Unidos, 13 de mayo de 1992) es un jugador profesional de fútbol americano de la National Football League que juega en el equipo New Orleans Saints, en la posición de safety.

## Carrera deportiva
Tyrann Mathieu proviene de la Universidad Estatal de Luisiana y fue elegido en el Draft de la NFL de 2013, en la ronda número 3 con el puesto número 69 por el equipo Arizona Cardinals.
En 2018 fichó como jugador de los Houston Texans.
Estuvo sólo una temporada con los Texans ya que en marzo de 2019 firmó con los Kansas City Chiefs por tres años y $42 millones.
El 2 de febrero de 2020, Mathieu ganó el Super Bowl LIV con la victoria de los Chiefs sobre los San Francisco 49ers por 31-20.
El 8 de enero de 2021, fue nombrado al primer equipo All-Pro por tercera vez en su carrera.
El 2 de mayo de 2022, fue fichado por los New Orleans Saints para la posición de safety.

## Estadísticas generales
|  | Seleccionado al Pro Bowl |

| Año   | Equipo | Juegos | Juegos | Tacleadas | Tacleadas | Tacleadas | Tacleadas | Intercepciones | Intercepciones | Intercepciones | Intercepciones | Intercepciones | Intercepciones | Balones sueltos | Balones sueltos | Balones sueltos | Balones sueltos |
| Año   | Equipo | GP     | GS     | Comb      | Total     | Ast       | Sck       | PDef           | Int            | Yds            | Avg            | Lng            | TDs            | FF              | FR              | Yds             | TDs             |
| ----- | ------ | ------ | ------ | --------- | --------- | --------- | --------- | -------------- | -------------- | -------------- | -------------- | -------------- | -------------- | --------------- | --------------- | --------------- | --------------- |
| 2013  | ARI    | 13     | 11     | 68        | 65        | 3         | 1.0       | 9              | 2              | 7              | 3.5            | 7              | 0              | 1               | 0               | --              | --              |
| 2014  | ARI    | 13     | 6      | 38        | 35        | 3         | 0.0       | 4              | 1              | 9              | 9.0            | 9              | 0              | 0               | 1               | 9               | 0               |
| 2015  | ARI    | 14     | 14     | 89        | 80        | 9         | 1.0       | 17             | 5              | 92             | 18.4           | 33             | 1              | 1               | 0               | --              | --              |
| 2016  | ARI    | 10     | 10     | 35        | 33        | 2         | 1.0       | 4              | 1              | 9              | 9.0            | 9              | 0              | 1               | 0               | --              | --              |
| 2017  | ARI    | 16     | 16     | 78        | 70        | 8         | 1.0       | 7              | 2              | 16             | 8.0            | 15             | 0              | 1               | 0               | --              | --              |
| 2018  | HOU    | 16     | 16     | 89        | 70        | 19        | 3.0       | 8              | 2              | 6              | 3.0            | 6              | 0              | 0               | 1               | 10              | 0               |
| 2019  | KC     | 16     | 16     | 75        | 63        | 12        | 2.0       | 12             | 4              | 70             | 17.5           | 35             | 0              | 0               | 0               | --              | --              |
| 2020  | KC     | 15     | 15     | 62        | 48        | 14        | 0.0       | 9              | 6              | 70             | 11.7           | 25             | 1              | 0               | 1               | -2              | 0               |
| 2021  | KC     | 16     | 16     | 76        | 60        | 16        | 1.0       | 6              | 3              | 56             | 18.7           | 34             | 1              | 0               | 3               | 12              | 0               |
| Total | Total  | 129    | 120    | 610       | 524       | 86        | 10.0      | 76             | 26             | 335            | 12.9           | 35             | 3              | 4               | 6               | 29              | 0               |

Fuente: Pro-Football-Reference.com